# Manoir de Beauval
Le manoir de Beauval est un édifice situé sur la commune de Croixdalle, en Seine-Maritime, en France. Il fait l’objet d’une inscription au titre des monuments historiques depuis 2002.

## Historique

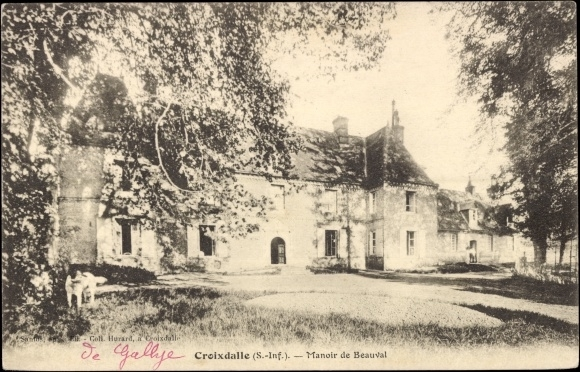
Le manoir sur une carte postale ancienne.

Le manoir est daté de 1660. La chapelle est une nécropole familiale.
Le monument est inscrit comme monument historique depuis le 19 novembre 2002.

## Description
Le manoir est construit en briques et pan de bois. 
L'édifice possède des décors de style hispano-flamand.
Le manoir conserve un four banal.